# Vásárhelyi Judit (környezetvédő)
Vásárhelyi Judit (Nagykanizsa, 1944. június 20. – Farkasgyepű, 2023. október 30.) könyvtáros, tanár, demokrata, környezetvédő, a Duna Kör alapító tagja, a rendszerváltás egyik előkészítője, a Független Ökológiai Központ alapítója és vezetője, környezeti nevelő. Munkássága jelentős a kistérségek fenntartható fejlődésének előmozdításában, a környezetvédő mozgalom és szervezetek támogatásában, a környezeti nevelésben.

## Fiatalkora, tanulmányai
Polgári értelmiségi családból származott. Édesapja Ziegler Vilmos vegyészmérnök, édesanyja Velez Sarolta könyvesbolti eladó, később antik könyvek külkereskedője. Egy testvére született, Tamás, biológus. A testvérek 1968-ban vezetéknevüket Vásárhelyi-re magyarosították, a család marosvásárhelyi kötődése jegyében.
Szervi szívbajjal született, tornából felmentve és baljós kilátásokkal cseperedett, gimnáziumi éveiben hónapokat töltött kórházban. 21 éves korában, a műtéti technika fejlődésének köszönhetően szívműtéten esett át, és életvitele gyökeresen megváltozott, „mindkét végén kezdte égetni a gyertyát”. Egész életében minden betegséget igyekezett mennél előbb legyőzni, vitalitás sugárzott lényéből.
Gimnáziumi éveiben énekelni kezdett a Szilágyi Erzsébet Gimnázium Mohayné Katanics Mária vezette, nemzetközi sikereket is aratott kamarakórusában. 1969-ben Arezzoban VI. Pál pápa előtt is énekeltek. Irodalmi érdeklődésével korán kitűnt, az önképzőkör lelkes résztvevője volt. Történelemtanára, polgári származására és nézeteire hivatkozva előre bejelentette, hogy ne akarjon egyetemre jelentkezni. Könyvtáros tanfolyamot végzett és könyvtári munkát kezdett végezni (TIT, OSZK, KSH). Az Országos Széchényi Könyvtárban együtt dolgozott kórustársával Párkainé Eckhardt Máriával, akivel amatőr kamarakórus alapításába fogtak. Az OSZK Kamarakórusa hazai sikerek után ismételten külföldön is fellépett, 50 éves működés után függesztette fel a rendszeres próbákat.
Levelező szakon végezve az ELTE Bölcsészettudományi Karán (1972), angol, skandináv, könyvtár szakon szerzett középiskolai tanári diplomát. A skandinavisztikai tanulmányok alatt megismert, példának tekintett izlandi demokrácia vonzásának is engedve Halldór Laxness írói munkásságából írta meg doktori disszertációját (1974). Egyetemi éveik nagyjából párhuzamosan teltek biológus hallgató öccsével, humán, illetve reál érdeklődésük nagy hatással volt egymásra, a „két kultúra” vita hazai megnyilvánulásait részben kívülről tudták figyelni. Nyitottságuk egész életükre megmaradt, és alkalmilag gazdagították vele egymás szakmai munkásságát. Egyetemi éveikben kezdtek – marosvásárhelyi családi recept alapján – írókázott mézeskalács készítésébe, ezt a mézeskalács-fajtát felélesztették, mindketten népi iparművész címet kaptak.

## Szakmai tevékenysége
Könyvtárakban dolgozván kapcsolatba került Kemény Istvánnal, aki szociológiai vizsgálataiba (pl. „1971-es cigányvizsgálat”) is bevonta, és akinek személyisége és társadalmi elkötelezettsége meghatározó volt egyéniségének alakulásában. Demokratikus elkötelezettsége elmélyült, környezeti érzékenysége pedig a később politikai jelentőségűvé vált irányba vezette. A Bős–nagymarosi vízlépcső felépítése elleni társadalmi tiltakozásban aktívan részt vett, ebben részben környezeti aggodalma, részben politikai felháborodása vezérelte. A Duna-Kör alapító tagja volt, szakelőadásokat szervezett, igyekezett nyilvánosságot szerezni az ismereteknek, tüntetéseken vett részt. Nemzetközi színeteken is képviselte a magyar környezetvédő mozgalmakat. Amikor a Duna-Kör megkapta a Right Livelihood Award-ot (amit alternatív Nobel díjként emlegetnek), az átvételre másodmagával a svéd parlament elnökétől névreszóló meghívást kapott, de az akkori rendszer neki nem adott útlevelet. Ellenzéki tevékenysége miatt rendőrségi vizsgálatok és vegzálások közepette élt. A rendszerváltás előkészítésében nem reflektorfényben, de részt vett.
1987-89-ben a Soros Alapítvány programkoordinátora, majd 2000-ig az általa alapított Független Ökológiai Központ (FÖK) igazgatója, projektmenedszere, egyes programok aktív résztvevője. A kuratórium elnökei Sólyom László, majd Vida Gábor voltak. A FÖK tanulmányutakat, fórumokat, tanártovábbképzéseket, környezeti nevelést, gazdaképzést, népfőiskolát szervezett, adományozó tevékenységet folytatott. 1991-től folyt a Dörögdi-medence szerves, fenntartható fejlesztése, a települések és közösségek, a helyi természeti és közösségi értékek megőrzése érdekében. 1992-1998 között folyt a Fenntartható Közösségek program, 15 városban: demokratikus, együttműködő tervezés helyi közösségekben, helyi akciótervek kialakításáért. Nyugdíjba vonulása után is közreműködött a FÖK tevékenységeiben, külső oktatója volt az ELTE Szociológia Tanszékének.
Aktív munkatársa, később társelnöke is volt a Magyar Környezeti Nevelési Egyesületnek, a Nemzeti Környezeti Nevelési Stratégia kialakításában, majd megújításaiban részt vállalt, tréningeket tartott és kiadványt szerkesztett az iskolák szerepéről a helyi fenntarthatóság védelmében.
Az 1990-es évek végétől Budapestről fokozatosan Kapolcsra költözött, hazai és nemzetközi kötelezettségeinek onnan tett eleget. A falusi, természetközeli környezetben közelebbről tudta figyelni a természet, a táj működését. Tudatosan és módszeresen igyekezett mennél egyszerűbben, mennél kisebb ökológiai lábnyommal élni. Elfogadta az emberélet véges voltát.

## Közéleti tevékenysége
- 1984-1989: Duna Kör, alapító tag
- 1990-1993: a Közép- és Kelet-Európai Környezetvédelmi Központ igazgatótanácsának tagja
- 1992: Az ENSZ „Környezet és fejlődés” c. világkonferenciáján résztvevő magyar delegáció tagja
- A Környezetvédelmi Minisztérium Oktatási Bizottságának tagja
- 1994-2001: A Stiftung pro Dörögd Becken, Zürich igazgatótanácsának tagja
- 1995-2001: Fenntartható Közösségek Intézete, Vermont, USA, az igazgatótanács tagja
- A TermészetBÚVÁR szerkesztőbizottságának tagja
- 1996-2001: A Fenntartható Fejlődés Bizottság civilek által delegált tagja
- A Védegylet elnökségének tagja
- 2002: A Környezetvédelmi Minisztérium Fejezeti Monitoring Bizottság tagja
A Magyar Környezeti Nevelési Egyesület társelnöke
- 2003- A NFT HefOP Monitoring Bizottsága delegált tagja

## Magánélet
Rövid volt házassága Kamarás Béla festőművésszel (1963-1968), másfél évtizedig élettársi kapcsolatban élt Bába Ivánnal. Két gyermeke született: Vásárhelyi Bálint szociális munkás egyetemi végzettséget, Bába István grafikai jártasságot szerzett. Unokája Bába Henderson Ewan Imre Angliában él.[forrás?]

## Kitüntetések
- Right Livelihood Award („alternatív Nobel-díj”) a Duna Körnek, 1985
- Nagymaros érdemérem, 1992
- A Magyar Környezeti Nevelési Egyesület Fekete puli (1998), Szürke puli (2008), Fehér puli (2012) majd Örökös Puli Díjasa (2022).
- Karácsony Gábor díj, 2019

"Alternatív" életműve láthatólag nem fért össze az állami kitüntetések rendszerével.

## Válogatott publikációk
- 1992: Vásárhelyi J.—McIlwane, S.: Collaborative Environmental Planning on the Community  Level: An Adaptation of the Comparative Risk Model in Two Hungarian Communities. Proceedings, International Workshop  in Public Participation in Environmental Decisions: A Challenge for Central and Eastern Europe. Regional Environmental Center for Central and Eastern Europe.  Budapest, 1992.
- 1993: Vásárhelyi Judit: A népfőiskola mint a helyi közösség építésének eszköze. Országépítő. 1993. 1-2. Sz.
- 1995: Nagy Szabolcs- Csepregi István—Vásárhelyi Judit: A folyómenti ökoszisztémák jogi, intézményi és társadalmi védelme. In: Élővíz-folyosók Magyarországon. Háttértanulmány. Szerk. Rádai Ödön. Budapest. 1995. IUCN. 43-50. o.
- 1998: Vári Anna–Vásárhelyi Judit–Szirmai Viktória–Bognár Judit: Városi közösségekben folyó komplex környezetjavító – tudatformáló programok vizsgálata. Zöld belépő. Magyarország az ezredfordulón. MTA Stratégiai Kutatások. 1998. márc. 50 o.
- 1999: Vásárhelyi, Judit–Vári, Anna: Public Involvement in Local Environmental Planning: The Case of Sátoraljaújhely. In: Public Participation in Environmental Decisions. Ed. Vári, A. – Caddy, J. Budapest. 1999. Akad. Kiad. 110-126. o.
- 2000: Vásárhelyi, Judit: Strengthening local capacities for water conservation in a small catchment area: public participation in the Dörögd Basin, Balaton Upperland. In:  Participatory processes in water management. Proceedings of the Satellite Conference to the World Conference on Science (Budapest, Hungary, 28-30 June 1999). Ed. Gayer, J. Paris, UNESCO. 119-128.p.
- 2001: Vásárhelyi Judit: Közösségi tervezés. = A szag nyomában. Környezeti konfliktusok és a helyi társadalom.  Szerk. Lányi András. Budapest. 2001. Osiris – ELTE BTK Szociol. Int. 286-296. o.
- Vásárhelyi Judit: A fenntartó rend: a szabad önkorlátozás. Imreh István, az ökológiai fenntarthatóság régésze. = Ökotáj. 2001. 27-28. sz. 109-115. o.
- 2002: Vásárhelyi Judit: Közösségek  identitása, autonómiája. In: Vissza vagy hova. Útkeresés a fenntarthatóság felé Magyarországon. Bp., 2002. Tertia K. 81-90. o.
- Vásárhelyi Judit: Helyi fenntarthatóság – önerőből vagy nemzeti program alapján? In: A fenntarthatóság első tíz éve. Bp., 2002. Magyar Természetvédők Szövetsége. 6-9. o.
- 2003: Vásárhelyi Judit – Zentai Kinga: Együtt egymásért, együtt a jövőért. Tapolca  és vonzáskörzete ökológiailag fenntartható fejlődése felé. Tapolca város Önkormányzata, Tapolca, 2003. - 36 p.